# Autocars Co.
Autocars Co. (Hebreeuws: אוטוקרס) was de eerste autofabrikant van Israël. Het bedrijf werd in 1957 opgericht door Yitzhak Shubinsky en was gevestigd in Haifa.

## Geschiedenis
Autocars produceerde auto's met een carrosserie van glasvezel die in de jaren zestig en zeventig van de vorige eeuw populair waren in Israël. Overheidsinstanties werden gedwongen om ze te kopen, waardoor er veel goedkope tweedehandsvoertuigen beschikbaar waren. Hoewel de stijl en afwerking te wensen overlieten, waren het relatief betrouwbare auto's omdat Autocars gebruik maakte van Ford- en Triumph-motoren.
Autocars vervaardigde zijn eigen automodellen onder het merk Sabra. Het aanbod omvatte een stationwagen, pick-up en de Sabra Sport, een sportwagen afgeleid van Reliant.
Vanaf 1960 werd enkel het sportmodel geproduceerd onder het merk Sabra en werden de stationwagen-, sedan- en pick-upmodellen geproduceerd onder de merknaam Susita. Na een overeenkomst met de Griekse autofabrikant Attica werd in Griekenland een klein aantal Susita sedans geproduceerd.
Naast het eigen merk assembleerde Autocars ook modellen van andere autofabrikanten, zoals de Reliant Regal en de Triumph 1300 / 1500. Deze modellen werden gebouwd met behulp van complete kits die ze van de eigenaren van het merk hadden ontvangen.
Autocars ging in 1970 failliet. De assemblagelijnen werden gekocht door Rom Carmel Industries. Rom Carmel bleef Susita-voertuigen produceren tot 1975 en produceerde daarnaast tot 1980 ook eigen modellen onder de naam Rom.

## Modellen
- Sabra (1960-1967): Aanvankelijk een kleine pick-up die weinig succes kende, daarna een tweedeurs sportwagen ontworpen in samenwerking met het Britse bedrijf Reliant, die ook de eerste 100 exemplaren produceerde.[4]

- Susita (1960-1966): Tweedeurs stationwagen en pick-up. Ontworpen in samenwerking met Reliant en gebouwd op basis van verschillende onderdelen van Ford, waaronder de Ford Anglia-motor.

- Carmel (1962-1964): Een kloon van de Britse driewieler Reliant Regal, die werd aangepast om 4 wielen te hebben. Het model kende echter veel problemen en werd stopgezet. De Carmel-naam werd later gebruikt voor de volgende generaties van de Susita-sedans.

- Susita 12 (1964-1970): Tweedeurs stationwagen, tweedeurs sedan ("Carmel"), vierdeurs sedan ("Gilboa") en pick-up. Tot 1968 gebruikte de Susita 12 de Ford Anglia-motoren, de Gilboa kon met een optionele 1500cc Ford-motor geleverd worden. Van 1968 tot 1970 gebruikten de stationwagen en sedans (Carmel en Gilboa) de Triumph Herald 12/50-motor.

- Susita 13/60 (1970-1975): Tweedeurs stationwagen, tweedeurs sedan ("Carmel Ducas") en pick-up. De Susita 13/60 werd gebouwd op het chassis van de Britse Triumph Herald en gebruikte de Herald 13/60 motor en versnellingsbak.

Autocars assembleerde daarnaast ook verschillende automodellen van andere fabrikanten op basis van knock-down kits:
- Triumph 1300 / Triumph 1500: Britse Triumph auto's op basis van knock-down kits eind jaren 60. De Israëlische Triumph 1300 was alleen leverbaar met een 1500-motor, omdat de 1300 te dicht bij de 1,3 liter Hino Contessa zou staan.

- Hino Contessa 900 / Hino Contessa 1300: Geassembleerd op basis van knock-down kits ontvangen van Hino in Japan. De franchise om de Contessa te assembleren verhuisde in 1969 van Illin naar Autocars, nadat de Israëlische regering de fusie van de twee bedrijven had afgedwongen. Het contract werd stopgezet na de overname van Hino door Toyota.

## Fotogalerij

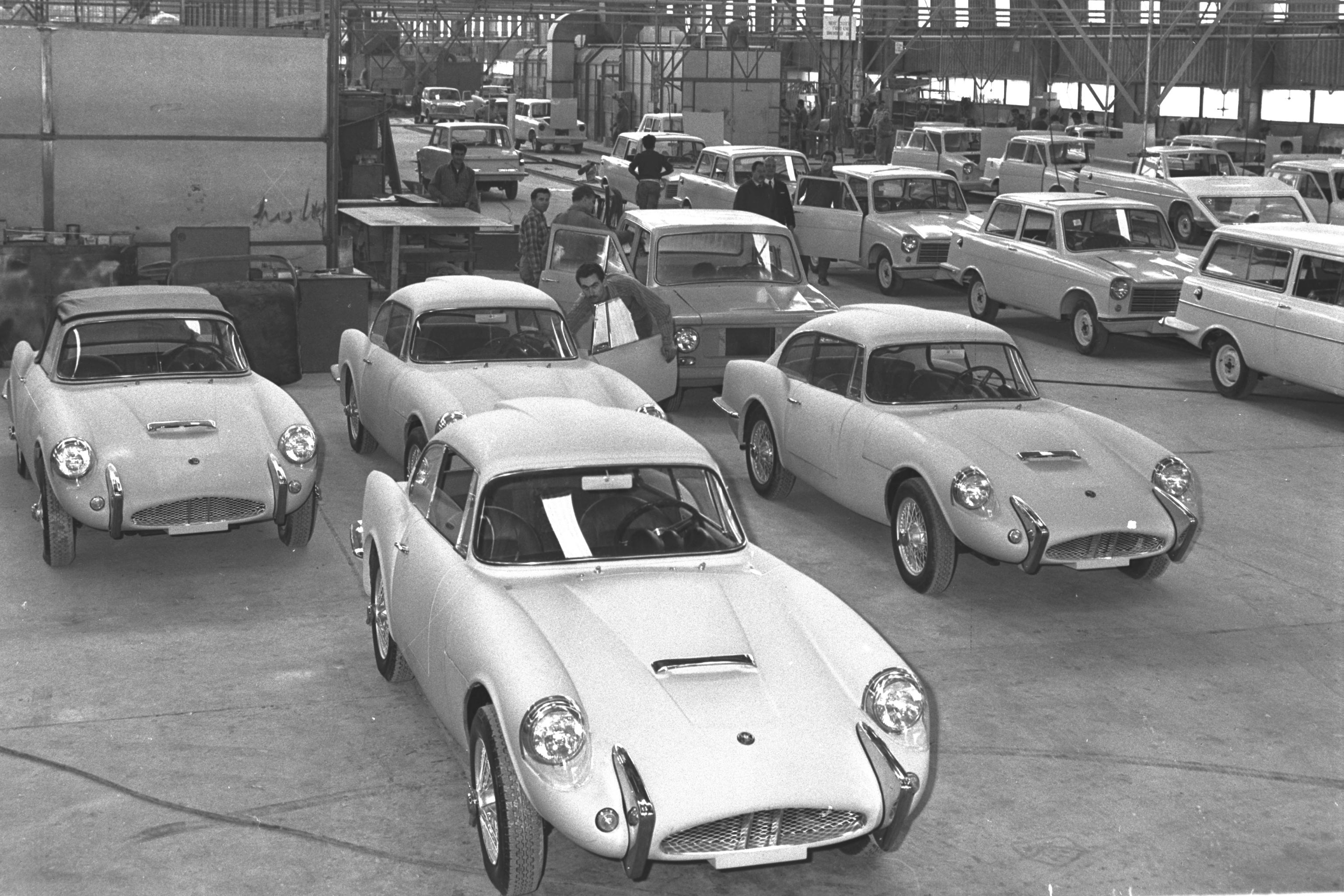
Sabra Sport, Susita 12 stationwagens en sedans in de fabriek (1967)
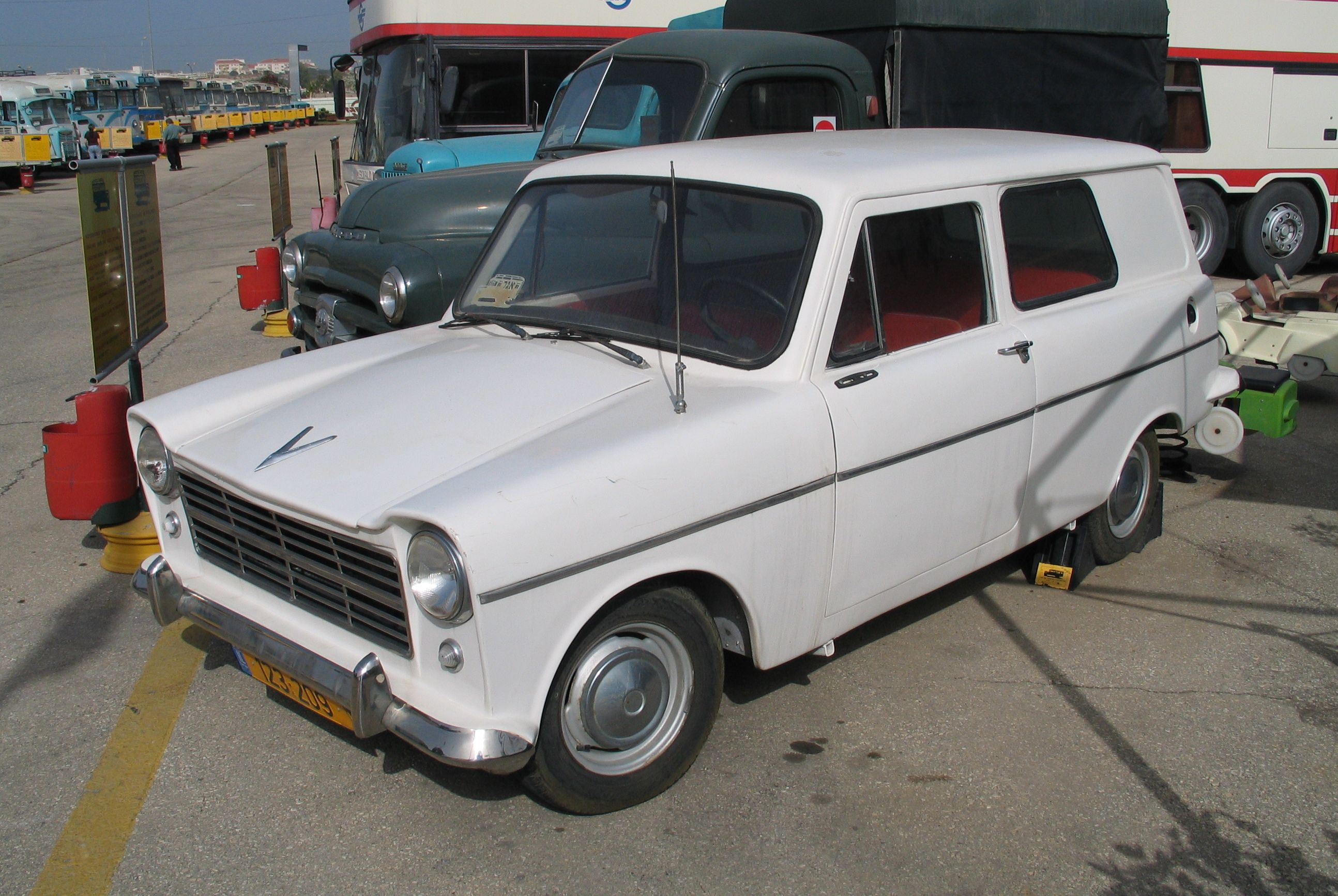
Susita 12 stationwagen
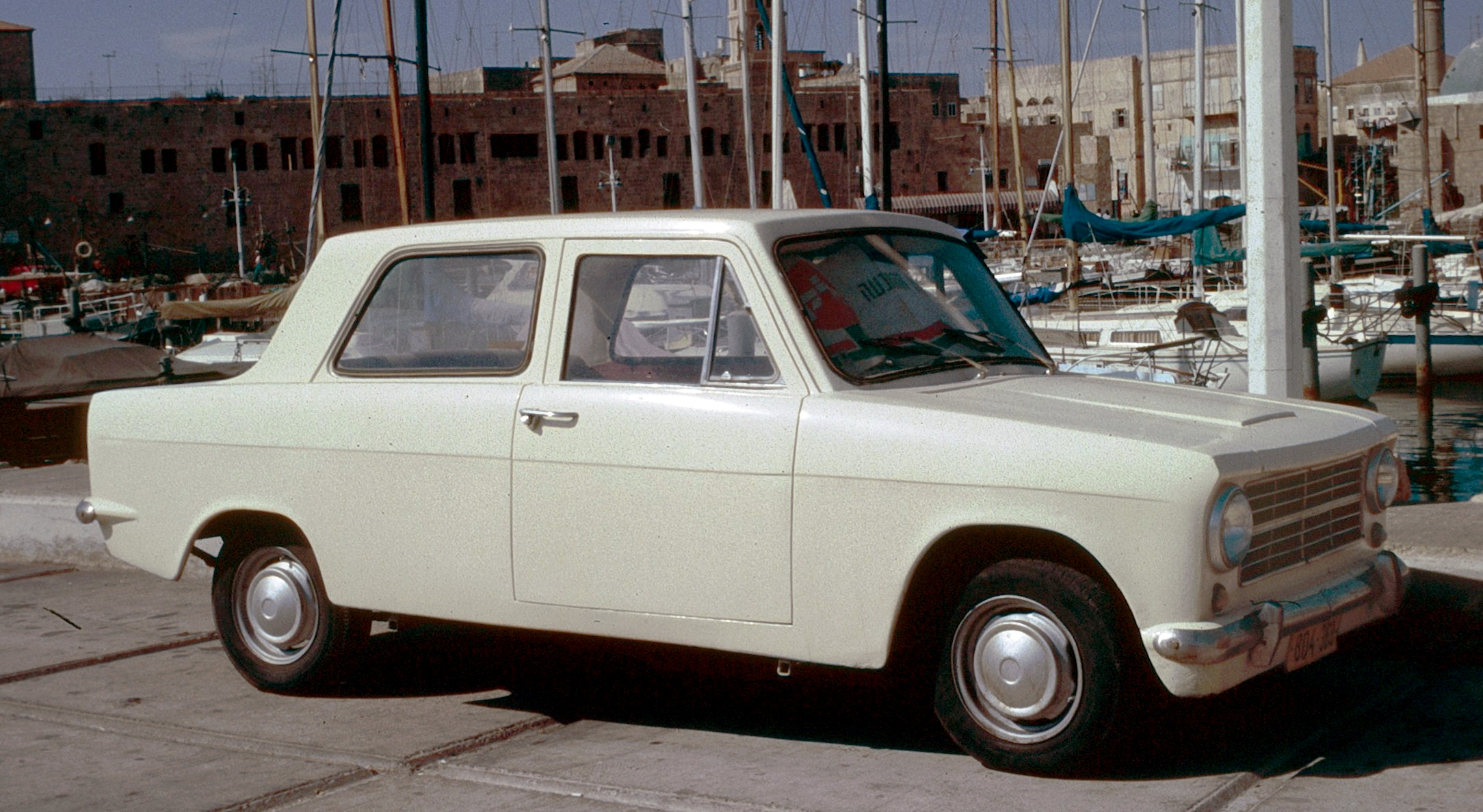
Susita 13/60 sedan
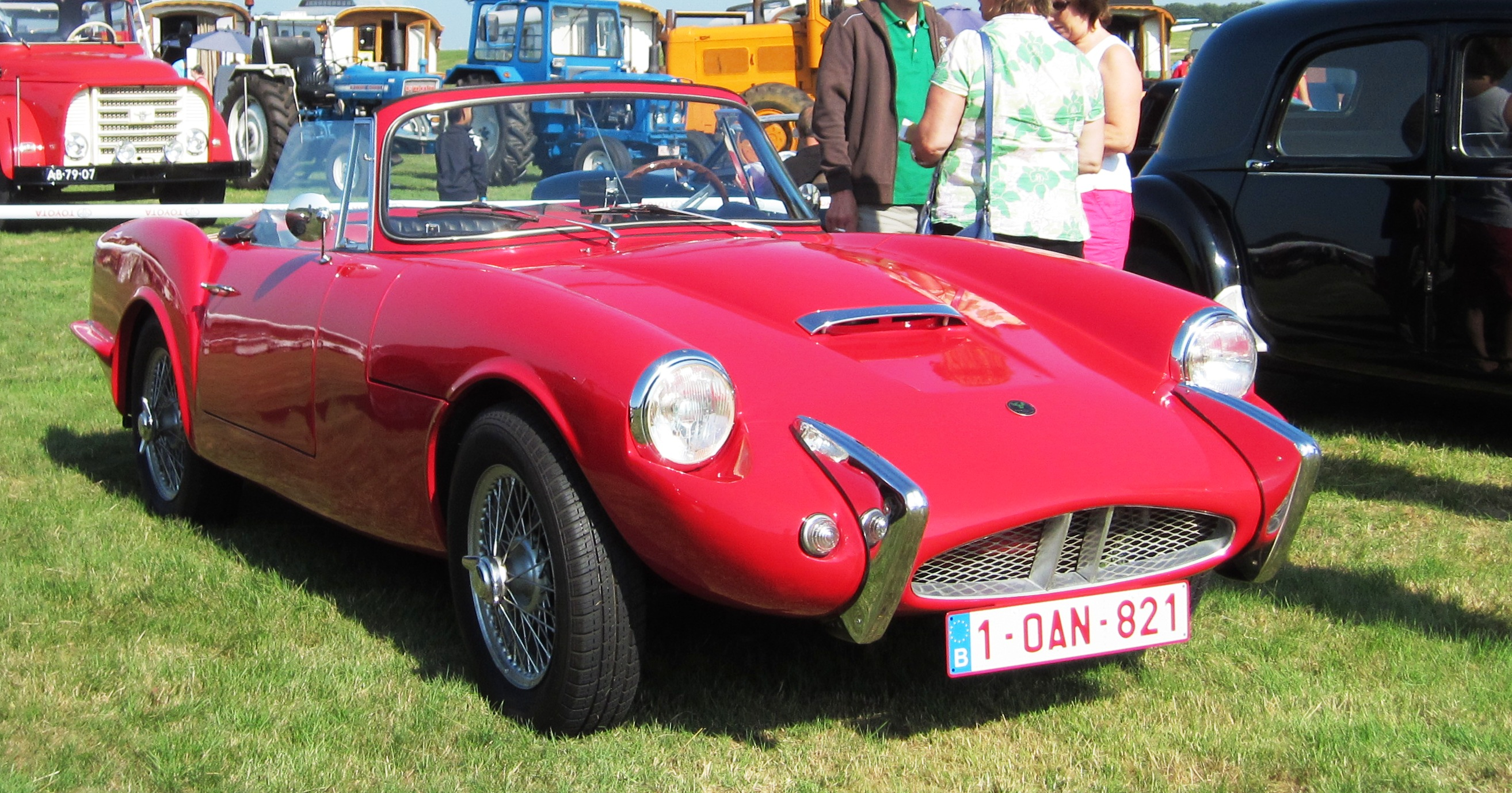
Sabra Sport